# Palacio de Floridablanca
El palacio de Floridablanca es un antiguo inmueble de la ciudad de Murcia (Región de Murcia, España), construido a finales del siglo XVIII como residencia del conocido estadista José Moñino, conde de Floridablanca. En la actualidad, acoge las instalaciones del Hotel Arco de San Juan.

## Historia
Palacio construido en el último tercio del siglo XVIII en la actualmente denominada plaza Ceballos. Fue levantado por mandato del ilustre murciano don José Moñino y Redondo, Conde de Floridablanca, Primer Secretario de Estado de Carlos III y Carlos IV. 
Entre 1792 y 1808, Floridablanca se retiró a su ciudad natal tras haber sido relevado del cargo, siendo durante esta estancia en la capital murciana cuando mandó levantar la residencia palaciega que nos ocupa, encargada al arquitecto alicantino Ramón Berenguer.  
Tras una profunda reforma a finales del siglo XX; en la que sólo se conservaron los exteriores de la plaza Ceballos y la totalidad del Arco, el palacio se transformó en el Hotel Arco de San Juan

## Arquitectura
El edificio muestra la sobriedad y desnudez ornamental propias del neoclasicismo, con la referencia tradicional murciana del revoco en yeso, coloreado primitivamente en verde y amarillo calabaza.
La disposición de la fachada se encuentra distribuida en cuatro plantas prototípicas: semisótano, entresuelo, planta principal o noble, y desvanes o cámaras, coronándose con una potente cornisa. 
En su extremo derecho se abre el conocido Arco de San Juan, sobre la calle Tahona, que da acceso a la plaza de San Juan, bajo el que discurre tanto a la ida como a la vuelta la procesión de la Hermandad del Rescate en Martes Santo, siendo una de las estampas más típicas de la Semana Santa de Murcia.